# Ídolos (4.ª temporada)
A quarta temporada do programa de televisão brasileiro Ídolos (segunda a ser exibida pela Record) estreou no dia 18 de agosto de 2009. Luiz Calainho, Marco Camargo e Paula Lima permaneceram na bancada de jurados do programa e Rodrigo Faro continuou como apresentador. A edição contou a participação de artistas como Fernanda Abreu e Jon Secada, que completaram a banca de jurados nas audições do Rio de Janeiro e de Diogo Nogueira e Wando durante as finais.
Esta temporada trouxe várias mudanças em relação às três últimas. Desta vez, os participantes poderiam não somente cantar, como também tocar instrumentos. E na fase do Teatro, os resultados foram informados logo após a apresentação. 
A grande final, realizada no Teatro Bradesco no dia 16 de dezembro de 2009, deu a vitória a Saulo Roston.

## Inscrições
O Ídolos 2009 teve recorde de inscrições até então, com mais de 37 mil inscritos, nas cinco cidades que receberam audições: Curitiba, Belo Horizonte, Fortaleza, São Paulo e Rio de Janeiro.

## Audições
As audições foram feitas nas seguintes cidades:
| Cidade                         | Data                | Local                   | Jurado convidado |
| Curitiba, Paraná               | 25 de abril de 2009 | Parque Barigui          | Nenhum           |
| Belo Horizonte, Minas Gerais   | 3 de maio de 2009   | Chevrolet Hall          | Nenhum           |
| Fortaleza, Ceará               | 14 de maio de 2009  | Ginásio Paulo Sarasate  | Nenhum           |
| São Paulo, São Paulo           | 21 de maio de 2009  | Sambódromo do Anhembi   | Nenhum           |
| Rio de Janeiro, Rio de Janeiro | 28 de maio de 2009  | Forte de Copacabana     | Fernanda Abreu   |
| Rio de Janeiro, Rio de Janeiro | 29 de maio de 2009  | Forte de Copacabana     | Jon Secada       |
| Rio de Janeiro, Rio de Janeiro | 30 de maio de 2009  | Windsor Atlântica Hotel | Nenhum           |

Os candidatos deveriam ter idades entre 18 e 26 anos até a data das audições. Não era permitida a participação de intercambistas ou qualquer espécie de morador temporário.
Assim como em 2008, as audições foram divididas em fases: na primeira fase o candidato era ouvido por um produtor do programa e um profissional; na segunda, pela direção do programa. Os escolhidos se apresentavam para os jurados do programa. Nessa etapa são aprovados cantores ruins, medianos e bons para equilibrar as emoções que o programa desperta ao longo da fase das audições.
A primeira audição ocorreu em Curitiba, no dia 25 de abril, com 3.200 inscritos. A segunda cidade foi Belo Horizonte, que no dia 3 de maio reuniu 5.300 inscritos. A audição em Fortaleza ocorreu dia 14 de maio e recebeu 5.600 inscritos. A quarta cidade foi São Paulo: no dia 21 de maio, 12 mil inscritos foram recebidos no Sambódromo da capital paulista. A quinta e última cidade foi o Rio de Janeiro, que na semana seguinte, no dia 28, recebeu 11 mil inscritos.

## Teatro
Os 86 aprovados nas cinco capitais foram para São Paulo participar da fase do teatro. Foram três etapas distintas (Chorus Line, Grupos e Solos) e uma prova de fogo. Dessa fase, apenas 24 pessoas continuaram.

### Chorus Line
Divididos em grupos, os 86 candidatos aprovados nas audições subiam ao palco e individualmente cantavam uma canção a cappella. Logo após as apresentações, os jurados anunciavam os classificados. Dessa etapa, foram selecionados 67 candidatos.

### Grupos
Divididos em trios ou quartetos, os 67 candidatos restantes tiveram que se apresentar em grupos para os jurados. Eles tiveram que escolher uma música e cantar acompanhados por uma banda (violão, teclado e percussão). As opções de repertório foram: "Sá Marina" de Ivete Sangalo, "Não Quero Dinheiro (Só Quero Amar)" de Tim Maia, "Além do Horizonte" de Jota Quest e "Lança Perfume" de Rita Lee. Além de serem julgados em grupo, os candidatos eram julgados individualmente, portanto as eliminações eram individuais e não necessariamente do grupo todo. 48 candidatos avançaram para a última etapa.

### Solos
Na última etapa, os 48 candidatos tiveram que escolher uma música de uma lista e cantar individualmente, acompanhados por uma banda ou  podendo também tocar algum instrumento. As opções de música foram "Deixo" de Ivete Sangalo, "Cedo ou Tarde" de NX Zero, "1 Minuto" de D'Black e Negra Li, "Alguém Me Avisou" de Maria Bethânia, "Abandonado" de Exaltasamba, "Pensando em Você" de Babado Novo, "Eu Vou Seguir" de Marina Elali e "Amigo Apaixonado" de Victor & Leo.
Depois de horas de discussão entre os jurados, os candidatos foram divididos em três salas representadas por um quadrado, um círculo e um triângulo. Os jurados passavam em cada sala e davam o veredito, onde os 12 candidatos da sala quadrado foram eliminados e os 12 da sala círculo foram aprovados para o Top 24. Os 24 restantes que estavam na sala triângulo formavam o grupo dos candidatos que os jurados não conseguiram ser unânimes, por isso, cada um deles se encontrariam com os jurados mais uma vez, na nova etapa do Elevador.
No elevador, um em um, os candidatos subiam até o último andar onde se encontravam com os jurados. Na sala, os jurados explicavam a situação para o candidato e davam seu veredito. Quando restava uma vaga para cada sexo, os dois candidatos restantes subiam juntos e cantavam uma canção, recebendo então o veredito. No total, 24 candidatos avançaram para as Semifinais.

## Semifinais
Os 24 semifinalistas foram divididos por sexo em 2 grupos de 12 candidatos. Cada grupo cantou em sua noite respectiva: o grupo masculino se apresentou em 29 de setembro de 2009 e o grupo feminino em 6 de outubro de 2009, com os resultados sendo apresentados nas noites seguintes. Os seis mais votados pelo público de cada grupo foram classificados para as finais, formando o Top 12.
Por ordem de aparição (classificados em negrito).

### Grupo 1
1. Juceir Júnio - "Pensando em Você" (Babado Novo)
2. Evandro Elias - "Alma Gêmea" (Fábio Jr.)
3. Maycon Balbino - "Teu Beijo" (Família Lima)
4. Júlio César - "Coleção" (Cassiano)
5. Diego Moraes - "Metamorfose Ambulante" (Raul Seixas)
6. Phelipe Carvalho - "Samurai" (Djavan)
7. Saulo Roston - "Como Vai Você" (Roberto Carlos)
8. Marcos Duarte - "Nosso Amor é Ouro" (Zezé Di Camargo & Luciano)
9. Marcos Paulo - "Não Precisa Mudar" (Ivete Sangalo & Saulo Fernandes)
10. Leonardo Baptista - "Agora Eu Já Sei" (Ivete Sangalo)
11. Jésus Henrique - "Bem Simples" (Roupa Nova)
12. Cosme Motta - "Quando a Chuva Passar" (Ivete Sangalo)

### Grupo 2
1. Aline Moreira - "Agora Eu Já Sei" (Ivete Sangalo)
2. Taíssa de Araújo - "O Que é o Amor" (Maria Rita)
3. Dani Morais - "Amor Perfeito" (Roberto Carlos)
4. Thaís Bonizzi - "Cabide" (Mart'nália)
5. Hellen Lyu - "Você me Vira a Cabeça" (Alcione)
6. Natália Rodrigues - "Chuva de Prata" (Sandy & Junior)
7. Melina Marçal - "Com que Roupa?" (Noel Rosa)
8. Priscila Borges - "Elevador (Livro de Esquecimento)" (Ana Carolina)
9. Raquel Soares - "Só por Você" (Marina Elali)
10. Mayara Magalhães - "Sinais de Fogo" (Preta Gil)
11. Suzi di Paula - "Se Quiser" (Tânia Mara)
12. Bárbara Amorim - "Cara Valente" (Maria Rita)

## Finais

### Finalistas
Os 12 finalistas eleitos pelo público foram divulgados no dia 7 de outubro de 2009. Os seis homens e as seis mulheres cantaram em concertos, nos quais o menos votado pelo público era eliminado semanalmente.
(idades e cidades fornecidas ao ingressar na competição)
| Candidato(a)     | Idade | Cidade                           | Resultado                              |
| ---------------- | ----- | -------------------------------- | -------------------------------------- |
| Saulo Roston     | 20    | Presidente Epitácio, São Paulo   | Vencedor em 16 de dezembro de 2009     |
| Diego Moraes     | 23    | Santa Bárbara d'Oeste, São Paulo | Vice-campeão em 16 de dezembro de 2009 |
| Hellen Lyu       | 18    | Teodoro Sampaio, São Paulo       | 8ª eliminada em 9 de dezembro de 2009  |
| Priscila Borges  | 26    | São Vicente, São Paulo           | 7ª eliminada em 2 de dezembro de 2009  |
| Dani Morais      | 25    | Pedra Azul, Minas Gerais         | 6ª eliminada em 25 de novembro de 2009 |
| Marcos Paulo     | 19    | Manaus, Amazonas                 | 5º eliminado em 18 de novembro de 2009 |
| Marcos Duarte    | 25    | Santa Quitéria, Ceará            | Desistente em 12 de novembro de 2009   |
| Júlio César      | 21    | São Paulo, São Paulo             | 4º eliminado¹ em 4 de novembro de 2009 |
| Taíssa de Araújo | 24    | Rio de Janeiro, Rio de Janeiro   | 4ª eliminada¹ em 4 de novembro de 2009 |
| Thaís Bonizzi    | 19    | Barueri, São Paulo               | 3ª eliminada em 28 de outubro de 2009  |
| Raquel Soares    | 23    | Itaguaí, Rio de Janeiro          | 2ª eliminada em 21 de outubro de 2009  |
| Evandro Elias    | 25    | Rio de Janeiro, Rio de Janeiro   | 1º eliminado em 14 de outubro de 2009  |

Nota 1: Júlio César e Taíssa de Araújo foram eliminados simultaneamente no Top 9.

| Legenda:                                                |
| ------------------------------------------------------- |
| O candidato foi salvo pelo público                      |
| O candidato ficou entre os 4 menos votados pelo público |
| O candidato ficou entre os 3 menos votados pelo público |
| O candidato ficou entre os 2 menos votados pelo público |
| O candidato foi o menos votado pelo público e eliminado |
| O candidato desistiu do programa                        |
| O candidato foi vice-campeão do programa                |
| O candidato foi vencedor do programa                    |

### Top 12 - Cante seuÍdolo
| Ordem | Candidato(a)     | Música (cantor original)                               | Resultado       |
| ----- | ---------------- | ------------------------------------------------------ | --------------- |
| 1     | Priscila Borges  | “À Francesa” (Marina Lima)                             | Salva           |
| 2     | Júlio César      | “Gostava Tanto de Você” (Tim Maia)                     | Salvo           |
| 3     | Taíssa de Araújo | “Esperando na Janela” (Gilberto Gil)                   | Salva           |
| 4     | Saulo Roston     | “Beija Eu” (Marisa Monte)                              | Salvo           |
| 5     | Hellen Lyu       | “A Lua Q Eu T Dei” (Ivete Sangalo)                     | Salva           |
| 6     | Thaís Bonizzi    | “Vou Deitar e Rolar” (Elis Regina)                     | 2ª menos votada |
| 7     | Marcos Paulo     | “Malandragem” (Cássia Eller)                           | Salvo           |
| 8     | Dani Morais      | “Pagu” (Rita Lee)                                      | Salva           |
| 9     | Evandro Elias    | “Essa Tal Liberdade” (Alexandre Pires)                 | Eliminado       |
| 10    | Diego Moraes     | “Alô, Alô, Marciano” (Elis Regina)                     | Salvo           |
| 11    | Raquel Soares    | “Eu Sei Que Vou Te Amar” (Tom Jobim)                   | 3ª menos votada |
| 12    | Marcos Duarte    | “Cada Volta é um Recomeço” (Zezé Di Camargo & Luciano) | Salvo           |

### Top 11 - Clássicos dosAnos 70
| Ordem | Candidato(a)     | Música (cantor original)                      | Resultado       |
| ----- | ---------------- | --------------------------------------------- | --------------- |
| 1     | Dani Morais      | “Dancin' Days” (As Frenéticas)                | Salva           |
| 2     | Marcos Paulo     | “Na Rua, Na Chuva, Na Fazenda” (Cassiano)     | 3º menos votado |
| 3     | Thaís Bonizzi    | “Folhetim” (Gal Costa)                        | Salva           |
| 4     | Marcos Duarte    | “O Menino da Porteira” (Sérgio Reis)          | Salvo           |
| 5     | Raquel Soares    | “Força Estranha” (Caetano Veloso)             | Eliminada       |
| 6     | Diego Moraes     | “Ando Meio Desligado” (Os Mutantes)           | Salvo           |
| 7     | Taíssa de Araújo | “Detalhes” (Roberto Carlos)                   | Salva           |
| 8     | Júlio César      | “Flor de Lis” (Djavan)                        | 2º menos votado |
| 9     | Priscila Borges  | “Olhos nos Olhos” (Maria Bethânia)            | Salva           |
| 10    | Saulo Roston     | “Mania de Você” (Rita Lee)                    | Salvo           |
| 11    | Hellen Lyu       | “Canta Canta, Minha Gente” (Martinho da Vila) | Salva           |

### Top 10 - Noite doMalandro
- Jurado convidado e apresentação musical: Diogo Nogueira

Não foi divulgado quem era o 2.º e 3.º menos votado entre Dani Morais e Júlio César, apenas foi anunciado que Thaís Bonizzi era a eliminada da noite, com os três menos votados no palco.
| Ordem | Candidato(a)     | Música (cantor original)                  | Resultado       |
| ----- | ---------------- | ----------------------------------------- | --------------- |
| 1     | Hellen Lyu       | “Vai Vadiar” (Zeca Pagodinho)             | Salva           |
| 2     | Priscila Borges  | “Quem Te Viu, Quem Te Vê” (Chico Buarque) | Salva           |
| 3     | Marcos Duarte    | “Depois do Prazer” (Só Pra Contrariar)    | Salvo           |
| 4     | Taíssa de Araújo | “Conselho” (Jorge Aragão)                 | Salva           |
| 5     | Júlio César      | “Livre Pra Voar” (Exaltasamba)            | 3 menos votados |
| 6     | Saulo Roston     | “Já Tive Mulheres” (Martinho da Vila)     | Salvo           |
| 7     | Marcos Paulo     | “Fica Combinado Assim” (Sorriso Maroto)   | Salvo           |
| 8     | Thaís Bonizzi    | “Samba do Arnesto” (Adoniran Barbosa)     | Eliminada       |
| 9     | Diego Moraes     | “As Rosas Não Falam” (Cartola)            | Salvo           |
| 10    | Dani Morais      | “Vou Festejar” (Beth Carvalho)            | 3 menos votados |

### Top 9 -Dor de Cotovelo
Nesta semana, dois candidatos foram eliminados. Com isso, foram anunciados quatro menos votados. Não foi divulgado qual dos dois eliminados foi o menos votado, e ambos foram anunciados simultaneamente.
| Ordem | Candidato(a)     | Música (cantor original)                             | Resultado       |
| ----- | ---------------- | ---------------------------------------------------- | --------------- |
| 1     | Júlio César      | “Fim de Tarde” (Claudia Telles/Fat Family)           | Eliminado       |
| 2     | Marcos Paulo     | “Pode Chorar” (Aviões do Forró/Jorge & Mateus)       | 4º menos votado |
| 3     | Dani Morais      | “Exagerado” (Cazuza)                                 | Salva           |
| 4     | Saulo Roston     | “Tem Que Ser Você” (Victor & Leo)                    | 3º menos votado |
| 5     | Priscila Borges  | “Atrás da Porta” (Elis Regina)                       | Salva           |
| 6     | Hellen Lyu       | “Você Não Me Ensinou a Te Esquecer” (Caetano Veloso) | Salva           |
| 7     | Marcos Duarte    | “Evidências” (Chitãozinho & Xororó)                  | Salvo           |
| 8     | Taíssa de Araújo | “Pra Dizer Adeus” (Titãs)                            | Eliminada       |
| 9     | Diego Moraes     | “Meu Erro” (Os Paralamas do Sucesso)                 | Salvo           |

### Top 7 - Noite dosAnos 80
- Apresentação musical: Paulo Ricardo

Devido ao apagão ocorrido em 10 de novembro de 2009 em vários estados brasileiros, as apresentações foram reprisadas no dia 11 de novembro de 2009 e a eliminação foi adiada para o dia 12 de novembro de 2009. Dani Morais, Diego Moraes e Priscila Borges foram os três menos votados da semana, porém quando o apresentador Rodrigo Faro divulgaria a eliminação, Marcos Duarte anunciou sua desistência, apesar de ter sido salvo pelo público nesta noite, alegando problemas físicos e emocionais. Com isso, Dani, Diego e Priscila continuaram na competição e não houve divulgação de qual dos três seria o 3.º, 2.º e menos votado da semana. Foi a primeira e única vez no Ídolos que um candidato desistiu da competição durante as finais.
| Ordem | Candidato(a)    | Música (cantor original)        | Resultado       |
| ----- | --------------- | ------------------------------- | --------------- |
| 1     | Diego Moraes    | “Palco” (Caetano Veloso)        | 3 menos votados |
| 2     | Saulo Roston    | “Você é Linda” (Caetano Veloso) | Salvo           |
| 3     | Hellen Lyu      | “Tempos Modernos” (Lulu Santos) | Salva           |
| 4     | Dani Morais     | “Me Chama” (Lobão)              | 3 menos votados |
| 5     | Marcos Duarte   | “Menina Veneno” (Ritchie)       | Desistente      |
| 6     | Marcos Paulo    | “Nada Por Mim” (Kid Abelha)     | Salvo           |
| 7     | Priscila Borges | “Flores” (Titãs)                | 3 menos votados |

### Top 6 -Brega
- Jurado convidado e apresentação musical: Wando

Devido à desistência de Marcos Duarte na semana anterior sem ele estar entre os menos votados, os votos desta semana foram somados aos da anterior.
| Ordem | Candidato(a)    | Música (cantor original)              | Resultado       |
| ----- | --------------- | ------------------------------------- | --------------- |
| 1     | Saulo Roston    | “Aguenta Coração” (José Augusto)      | Salvo           |
| 2     | Hellen Lyu      | “A Lua Me Traiu” (Banda Calypso)      | Salva           |
| 3     | Priscila Borges | “O Amor e o Poder” (Rosana)           | 2ª menos votada |
| 4     | Dani Morais     | “Fogo e Paixão” (Wando)               | 3ª menos votada |
| 5     | Diego Moraes    | “Garçom” (Reginaldo Rossi)            | Salvo           |
| 6     | Marcos Paulo    | “Você Não Vale Nada” (Calcinha Preta) | Eliminado       |

### Top 5 - Reis doPop
- Apresentação musical: Fresno

| Ordem | Candidato(a)    | Música (cantor original)                          | Ordem | Música (cantor original)                     | Resultado       |
| ----- | --------------- | ------------------------------------------------- | ----- | -------------------------------------------- | --------------- |
| 1     | Diego Moraes    | "Lanterna dos Afogados" (Os Paralamas do Sucesso) | 6     | "Como uma Onda (Zen-Surfismo)" (Lulu Santos) | Salvo           |
| 2     | Dani Morais     | "Rosas" (Ana Carolina)                            | 7     | "Fullgás" (Marina Lima)                      | Eliminada       |
| 3     | Priscila Borges | "Quando a Chuva Passar" (Ivete Sangalo)           | 8     | "Crazy" (Seal)                               | 2ª menos votada |
| 4     | Saulo Roston    | "Amor I Love You" (Marisa Monte)                  | 9     | "Your Song" (Elton John)                     | Salvo           |
| 5     | Hellen Lyu      | "If I Were a Boy" (Beyoncé)                       | 10    | "Faz Tempo" (Ivete Sangalo)                  | 3ª menos votada |

### Top 4 - Dedique Uma Canção e Minha Trilha Sonora
| Ordem | Candidato(a)    | Música (cantor original)                             | Ordem | Música (cantor original)                                                   | Resultado       |
| ----- | --------------- | ---------------------------------------------------- | ----- | -------------------------------------------------------------------------- | --------------- |
| 1     | Saulo Roston    | "Monalisa" (Jorge Vercillo)                          | 5     | "Eu Sei Que Vou Te Amar" (Tom Jobim)                                       | Salvo           |
| 2     | Diego Moraes    | "Maria, Maria" (Milton Nascimento)                   | 6     | "Negro Gato" (Roberto Carlos)                                              | 2º menos votado |
| 3     | Hellen Lyu      | "O Que Eu Faço Amanhã" (Alcione)                     | 7     | "Entreolhares (The Way You’re Looking at Me)" (Ana Carolina & John Legend) | 3ª menos votada |
| 4     | Priscila Borges | "Como É Grande o Meu Amor por Você" (Roberto Carlos) | 8     | "Travessia" (Milton Nascimento)                                            | Eliminada       |

### Top 3 - Escolha dos Jurados
- Apresentação musical: Billy Paul

| Ordem | Candidato(a) | Música (cantor original) — Escolha de Paula Lima | Ordem | Música (cantor original) — Escolha de Luiz Calainho | Ordem | Música (cantor original) — Escolha de Marco Camargo | Resultado |
| ----- | ------------ | ------------------------------------------------ | ----- | --------------------------------------------------- | ----- | --------------------------------------------------- | --------- |
| 1     | Saulo Roston | "Pro Dia Nascer Feliz" (Barão Vermelho)          | 4     | "Fácil" (Jota Quest)                                | 7     | "O Portão" (Roberto Carlos)                         | Salvo     |
| 2     | Hellen Lyu   | "Fico Assim Sem Você" (Claudinho & Buchecha)     | 5     | "Se..." (Djavan)                                    | 8     | "Eva" (Rádio Táxi)                                  | Eliminada |
| 3     | Diego Moraes | "Explode Coração" (Gonzaguinha)                  | 6     | "Agenda" (Belo & Ornella De Santis)                 | 9     | "Pais e Filhos" (Legião Urbana)                     | Salvo     |

### Top 2 (Grande Final) - Músicas Inéditas e A Melhor da Temporada
- Apresentações musicais: Maria Rita, Davi Metal, Andreas Kisser e Alexandre Pires

| Ordem | Candidato(a) | Música                     | Ordem | Música (cantor original)   | Ordem | Música                     | Resultado    |
| ----- | ------------ | -------------------------- | ----- | -------------------------- | ----- | -------------------------- | ------------ |
| 1     | Saulo Roston | "Nova Paixão"              | 3     | "Your Song" (Elton John)   | 5     | "Entre o Ontem e o Amanhã" | Vencedor     |
| 2     | Diego Moraes | "Entre o Ontem e o Amanhã" | 4     | "Garçom" (Reginaldo Rossi) | 6     | "Nova Paixão"              | Vice-campeão |

## Apresentações em grupo e Convidados
| Semana                      | Cantores                                                                  | Música                                    |
| Top 12                      | Top 12                                                                    | "O Descobridor dos Sete Mares" (Tim Maia) |
| Top 11                      | Top 11                                                                    | "Se Você Pensa" (Roberto Carlos)          |
| Top 10                      | Diogo Nogueira                                                            | "Tô Fazendo a Minha Parte"                |
| Top 9                       | Top 9                                                                     | "Bye Bye Tristeza" (Sandra de Sá)         |
| Top 7                       | Top 7 e Paulo Ricardo                                                     | "Olhar 43" (RPM)                          |
| Top 6                       | Top 6 e Wando                                                             | "Moça"                                    |
| Top 5                       | Fresno                                                                    | "Redenção"                                |
| Top 4                       | Top 4                                                                     | "Eu Te Devoro" (Djavan)                   |
| Top 3                       | Billy Paul                                                                | "Your Song" (Elton John)                  |
| Top 2 (Grande Final)        |                                                                           |                                           |
| Top 12                      | "We Are the Champions" (Queen)                                            |                                           |
| Top 2                       | "Entre o Ontem e o Amanhã" / "Nova Paixão" (Singles do Vencedor)          |                                           |
| Maria Rita                  | "O Homem Falou"                                                           |                                           |
| Davi Metal e Andreas Kisser | "Meu Ursinho" (Davi Metal)                                                |                                           |
| Top 12                      | "Billie Jean" / "Bad" (Michael Jackson) / "I'll Be There" (The Jackson 5) |                                           |
| Marcos Duarte               | "No Dia Em Que Eu Saí de Casa" (Zezé Di Camargo & Luciano)                |                                           |
| Maria Rita                  | "A Festa"                                                                 |                                           |
| Top 2 e Alexandre Pires     | "Sá Marina" (Wilson Simonal)                                              |                                           |
| Alexandre Pires             | "Cigano"                                                                  |                                           |

## Resultados
| Não se apresentou | Top 24 | Top 12 | Vice-campeão | Ídolo 2009 |

| Salvo | 4 menos votados | 3 menos votados | 2 menos votados | Eliminado | Desistente |

| Fase:   | Fase:             | Semifinais | Semifinais | Finais     | Finais     | Finais     | Finais     | Finais     | Finais     | Finais     | Finais     | Finais     | Finais     | Finais       |
| Fase:   | Fase:             | Grupo 1    | Grupo 2    | Top 12     | Top 11     | Top 10     | Top 9      | Top 7      | Top 7      | Top 6      | Top 5      | Top 4      | Top 3      | Top 2        |
| Semana: | Semana:           | 30/09      | 07/10      | 14/10      | 21/10      | 28/101     | 04/112     | 12/113     | 12/113     | 18/114     | 25/11      | 02/12      | 09/12      | 16/12        |
| Posição | Candidato(a)      | Resultados | Resultados | Resultados | Resultados | Resultados | Resultados | Resultados | Resultados | Resultados | Resultados | Resultados | Resultados | Resultados   |
| 1       | Saulo Roston      | Top 12     | N/A        | Salvo      | Salvo      | Salvo      | 3-         | Salvo      | Salvo      | Salvo      | Salvo      | Salvo      | Salvo      | Vencedor     |
| 2       | Diego Moraes      | Top 12     | N/A        | Salvo      | Salvo      | Salvo      | Salvo      | 3-         | 3-         | Salvo      | Salvo      | 2-         | Salvo      | Vice-campeão |
| 3       | Hellen Lyu        | N/A        | Top 12     | Salva      | Salva      | Salva      | Salva      | Salva      | Salva      | Salva      | 3-         | 3-         | Eliminada  |              |
| 4       | Priscila Borges   | N/A        | Top 12     | Salva      | Salva      | Salva      | Salva      | 3-         | 3-         | 2-         | 2-         | Eliminada  |            |              |
| 5       | Dani Morais       | N/A        | Top 12     | Salva      | Salva      | 3-         | Salva      | 3-         | 3-         | 3-         | Eliminada  |            |            |              |
| 6       | Marcos Paulo      | Top 12     | N/A        | Salvo      | 3-         | Salvo      | 4-         | Salvo      | Salvo      | Eliminado  |            |            |            |              |
| 7       | Marcos Duarte     | Top 12     | N/A        | Salvo      | Salvo      | Salvo      | Salvo      | Desistente |            |            |            |            |            |              |
| 8–9     | Júlio César       | Top 12     | N/A        | Salvo      | 2-         | 3-         | Eliminados |            |            |            |            |            |            |              |
| 8–9     | Taíssa de Araújo  | N/A        | Top 12     | Salva      | Salva      | Salva      | Eliminados |            |            |            |            |            |            |              |
| 10      | Thaís Bonizzi     | N/A        | Top 12     | 2-         | Salva      | Eliminada  |            |            |            |            |            |            |            |              |
| 11      | Raquel Soares     | N/A        | Top 12     | 3-         | Eliminada  |            |            |            |            |            |            |            |            |              |
| 12      | Evandro Elias     | Top 12     | N/A        | Eliminado  |            |            |            |            |            |            |            |            |            |              |
| 13–24   | Aline Moreira     | N/A        | Eliminadas |            |            |            |            |            |            |            |            |            |            |              |
| 13–24   | Bárbara Amorim    | N/A        | Eliminadas |            |            |            |            |            |            |            |            |            |            |              |
| 13–24   | Mayara Magalhães  | N/A        | Eliminadas |            |            |            |            |            |            |            |            |            |            |              |
| 13–24   | Melina Marçal     | N/A        | Eliminadas |            |            |            |            |            |            |            |            |            |            |              |
| 13–24   | Natália Rodrigues | N/A        | Eliminadas |            |            |            |            |            |            |            |            |            |            |              |
| 13–24   | Suzi di Paula     | N/A        | Eliminadas |            |            |            |            |            |            |            |            |            |            |              |
| 13–24   | Cosme Motta       | Eliminados |            |            |            |            |            |            |            |            |            |            |            |              |
| 13–24   | Jésus Henrique    | Eliminados |            |            |            |            |            |            |            |            |            |            |            |              |
| 13–24   | Juceir Júnio      | Eliminados |            |            |            |            |            |            |            |            |            |            |            |              |
| 13–24   | Leonardo Baptista | Eliminados |            |            |            |            |            |            |            |            |            |            |            |              |
| 13–24   | Maycon Balbino    | Eliminados |            |            |            |            |            |            |            |            |            |            |            |              |
| 13–24   | Phelipe Carvalho  | Eliminados |            |            |            |            |            |            |            |            |            |            |            |              |

Notas
- ↑Nota 1:  Não foi divulgado quem era o 2.º e 3.º menos votado entre Dani Morais e Júlio César, apenas foi anunciado que Thaís Bonizzi era a eliminada da noite, com os três menos votados no palco.
- ↑Nota 2:  Esta semana teve dois eliminados, com isso foram anunciados quatro menos votados. Não foi divulgado qual dos dois eliminados foi o menos votado, e ambos foram anunciados simultaneamente.
- ↑Nota 3:  Devido ao apagão ocorrido em 10 de novembro de 2009 em vários estados brasileiros, as apresentações foram reprisadas no dia 11 de novembro de 2009 e a eliminação foi adiada para o dia 12 de novembro de 2009. Dani Morais, Diego Moraes e Priscila Borges foram os três menos votados da semana, porém quando o apresentador Rodrigo Faro divulgaria a eliminação, Marcos Duarte anunciou sua desistência, apesar de ter sido salvo pelo público nesta noite, alegando problemas físicos e emocionais. Com isso, Dani, Diego e Priscila continuaram na competição e não houve divulgação de qual dos três seria o 3.º, 2.º e menos votado da semana.
- ↑Nota 4:  Devido à desistência de Marcos Duarte na semana anterior sem ele estar entre os menos votados, os votos desta semana foram somados aos da anterior.